# Jackie Joyner-Kersee
Jackie Joyner-Kersee   (East St. Louis, 3 de març de 1962) és una atleta retirada dels Estats Units especialista en competicions d'heptatló i salt de llargada. El 1994 fou escollida atleta femenina de l'any per la IAAF.
Es casà amb el seu entrenador Bob Kersee el 1986, del qual adoptà el segon cognom. Estudià a la University of California at Los Angeles (UCLA), on practicà l'atletisme i el basquetbol entre 1980 i 1985. Va guanyar tres medalles d'or, una medalla d'argent i dos de bronze en els Jocs Olímpics. El 1996 fitxà pel club professional de basquetbol Richmond Rage de l'American Basketball League. El 1988 creà la Jackie Joyner-Kersee Foundation, entitat dedicada a l'ajut a les persones amb pocs recursos. El 2007, juntament amb altres esportistes com Andre Agassi, Muhammad Ali, Lance Armstrong, Warrick Dunn, Mia Hamm, Jeff Gordon, Tony Hawk, Andrea Jaeger, Mario Lemieux, Alonzo Mourning, i Cal Ripken, Jr. fundà Athletes for Hope, una entitat dedicada a les causes caritatives.
És germana del també atleta d'Al Joyner i cunyada de Florence Griffith, sent la segona família amb més medalles olímpiques, amb 12 (7 d'or, 3 de plates i 2 de bronze).

## Biografia

### Primers anys
Jacqueline Joyner va néixer el 3 de març de 1962 a East St. Louis, Illinois. Va rebre el seu nom en honor de Jacqueline (Jackie) Kennedy, la Primera dama dels Estats Units. En aquest moment, la família d'Alfred i Mary Ruth Joyner ja tenia un fill -el fill d'Al (Alfred Jr.), nascut dos anys abans- i el 1964 en vaen tenir dos més. Els pares de Jackie es van casar aviat i el seu pare es va graduar a l'escola secundària després que ella va néixer. Més tard va treballar a la línia de muntatge a la planta de McDonnell Douglas i després per a una empresa de ferrocarrils a Springfield. Mary Joyner treballava com a infermera i el seu sou combinat amb prou feines era suficient per alimentar quatre nens. Jackie i la resta dels nens van ser criats amb rigor (l'atleta recorda a la seva autobiografia que les normes de comportament establertes a la casa «podrien haver omplert un llibre sencer»), encara que la seva mare estava disposada a protegir-la dels mestres de l'escola.
Ja a l'escola, Jackie va demostrar habilitats extraordinàries en l'atletisme. Va fer els seus primers passos en aquest esport al Mary E. Brown Community Center, on als 10 anys es va matricular a la secció d'atletisme. El seu primer entrenador va ser George Ward, que va entrenar l'equip de pista i camp de la Franklin Elementary School. Posteriorment, fins als últims cursos de secundària, l'entrenador Nino Fennoy va treballar amb ella. Quan era adolescent, Joyner va guanyar el campionat nacional júnior de Pentatló quatre anys consecutius, establint un nou rècord estatal d'Illinois per a noies en salta 6,68 m de llargària a la penúltima classe, i al pentatló als 15 anys va establir un rècord nacional en la seva franja d'edat. Amb l'equip de bàsquet Lincoln High School, va arribar a la final del campionat estatal escolar en el seu penúltim grau i es van convertir en guanyadors el darrer any. Durant aquella temporada, Joyner va fer una mitjana de 19,6 punts i 16,4 rebots per partit, i el seu equip no va perdre cap partit en tot l'any. També va ser membre de l'equip de voleibol de la seva escola.
Com a atleta de secundària a l'East St. Louis Lincoln Senior High School, es va classificar per a la final del salt de llargada a les proves olímpiques de 1980, acabant vuitena darrere d'un altre estudiant de secundària, Carol Lewis, però no hi van poder competir a causa del boicot dels Estats Units. El 1981, mentre Jackie ja estudiava a la universitat, la seva mare es va emmalaltir d'una forma rara de meningitis i va caure en coma. Quan els metges van diagnosticar que Mary, de 37 anys, tenia mort cerebral, l'Al i la Jackie es van veure obligats a retirar-li el suport vital perquè l'Alfred tenia prohibit legalment de fer-ho mentre ell i la Mary estaven en tràmits de divorci.

### UCLA
Jackie Joyner va assistir a la Universitat de Califòrnia a Los Angeles (UCLA) on va competir tant en atletisme com en bàsquet femení de 1980 a 1985 i es va graduar amb una llicenciatura en història el 1986. Va ser titular en la seva posició d'aler durant cadascuna de les seves primeres tres temporades (1980–81, 81–82 i 82–83), així com en el seu any de sènior (cinquè), el 1984–1985. Va portar la red-shirt durant el curs 1983–1984 per concentrar-se en l'heptatló per als Jocs Olímpics d'estiu de 1984.
Va guanyar el premi Broderick, (ara Honda Sports Award) com a millor competidora universitària d'atletisme del país el 1983 i el 1985, i va rebre la Copa Honda-Broderick, atorgada a la millor atleta universitària del país el 1985.
Va anotar 1.167 punts durant la seva carrera universitària, la qual cosa la situa 19a en tots els temps als jocs dels Bruins. Els Bruins van arribar a les semifinals de la Conferència Regional Oest del Torneig NCAA Division I abans de perdre contra l'eventual subcampiona Geòrgia.
El 21 de febrer de 1998 va ser honrada com una de les 15 jugadores més grans del bàsquet femení de la UCLA. L'abril de 2001, Joyner-Kersee va ser votada com la "La millor esportista col·legiada dels darrers 25 anys". La votació es va dur a terme entre les 976 escoles membres de la NCAA.

### Carrera a l'atletisme
Es va donar a conèixer el 1984 quan als Jocs Olímpics de Los Angeles va aconseguir la medalla de plata a la competició d'heptatló amb 6.385 punts, només superada per l'australiana Glynis Nunn. A més va ser cinquena classificada en salt de longitud. Es dona la circumstància que en aquests jocs el germà Al Joyner va guanyar la medalla d'or en triple salt. Posteriorment, el 1987 Al Joyner es va casar amb la famosa atleta Florence Griffith, per la qual cosa Jackie i Florence van passar a ser cunyades. Per part seva Jackie Joyner es va casar l'11 de gener de 1986 amb Bob Kersee, el seu entrenador des de l'època universitària a UCLA, i que també entrenava Griffith. Van formar el clan familiar més famós de l'atletisme.
Va ser el juliol del 1986, durant la primera edició dels Goodwill Games celebrada a Moscou, quan es va convertir en la primera dona en la història que superava la barrera dels 7000 punts a l'heptatló. Amb 7.148 punts va batre el primer dels seus quatre rècords mundials en aquesta prova. Menys d'un mes més tard tornava a superar aquesta marca a Houston (Texas), amb 7.161 punts.
El 1987 va aconseguir les seves primeres medalles d'or en una gran competició, el Campionat del Món de Roma, on va vèncer tant en heptatló (7.128 punts) com en salt de longitud (7,36 m). A més, el 13 d'agost d'aquest any va aconseguir saltar als Jocs Panamericans d'Indianapolis 7,45 m, establint un nou rècord mundial i superant el que tenia l'alemanya Heike Drechsler. El 1988, durant les proves de classificació per als Jocs Olímpics de Seül celebrades a Indianapolis, Jackie va tornar a batre el rècord mundial d'heptatló amb 7.215 punts.

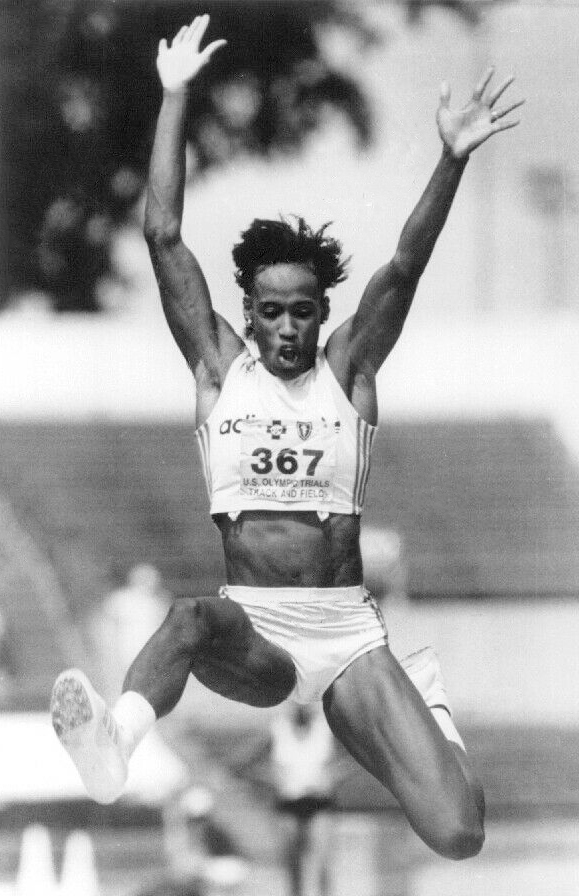
1988. Durant les proves de classificació per als Jocs de Seül.

L'esdeveniment més important de la seva carrera esportiva serien els Jocs Olímpics de Seül 1988. Allí va fer el millor heptatló de la seva vida, amb 7.291 punts, que continua sent actualment el rècord mundial d'aquesta prova. Molts experts consideren que aquesta marca és gairebé imbatible. A Seül també va aconseguir la medalla d'or en salt de longitud amb 7,40 m, batent l'alemanya Heike Drechsler i la russa Galina Chistyakova, que poc abans dels jocs havia passat a ser la nova plusmarquista mundial amb 7,52 m. Aquests Jocs van convertir Jackie Joyner i la seva cunyada Florence Griffith en els nous ídols de l'atletisme nord-americà. En aquest sentit, les sospites de dopatge que pesaven sobre Florence també van esquitxar seriosament Jackie Joyner.
Jackie es va prendre lliure l'any postolímpic del 1989, i va reaparèixer el 1990. A la segona edició dels Goodwill Games disputada a Seattle, va guanyar a l'heptatló amb 6.783 punts. Al Campionat del Món de Tòquio 1991 va guanyar la medalla d'or en salt de longitud amb 7,32 m, revalidant el seu títol de quatre anys abans a Roma. Tot i això, durant la prova d'heptatló va patir una lesió quan disputava els 200 m que la va obligar a abandonar la prova. Malgrat tot, als Jocs Olímpics de Barcelona 1992 era la gran favorita a l'heptatló i va aconseguir la victòria passant dels 7000 punts per primera vegada des del 1988 (7.044 punts). En salt de longitud la rivalitat era més gran i finalment es va haver de conformar amb la medalla de bronze amb 7,07 m, superada per l'alemanya Heike Drechsler i per la ucraïnesa Inessa Kravets. Al Campionat del Món de Stuttgart 1993 va obtenir la que seria la seva última medalla d'or en un gran campionat, guanyant l'heptatló amb 6.837 punts. Seria també el darrer any en què dominés el rànquing mundial d'aquesta prova, cosa que havia fet durant vuit temporades, des del 1985 amb l'única excepció del seu any sabàtic el 1989).
El 1994, amb 32 anys i quan molts la donaven per gairebé acabada va sorprendre saltant 7,49 a Nova York, la millor marca de la seva vida en salt de longitud i la segona millor de tota la història. Dos mesos després va aconseguir igualar aquesta marca a Sestriere (Itàlia), encara que aquesta vegada ajudada per l'altitud. No obstant això, l'any següent al Mundial de Göteborg 1995 no va poder passar de la sisena plaça amb una pobra marca de 6,74 m.
El seu comiat de les grans competicions van ser els Jocs Olímpics d'Atlanta 1996, on va arribar amb problemes físics però amb el ferm objectiu de guanyar la seva última medalla olímpica. Va participar en l'heptatló, però va haver de retirar-se de la competició. A continuació els seus preparadors van fer tot el possible per recuperar-la perquè pogués competir al salt de longitud, uns dies després. Gràcies a la seva indestructible voluntat va poder fer-ho, i va realitzar tots sis salts de la final, a la competició més difícil de la seva vida. Finalment, va aconseguir un salt de 7,00 m que li van valer la medalla de bronze i la sisena medalla olímpica. Esdevenia així l'atleta femenina americana que havia guanyat més medalles olímpiques.
A partir dels Jocs d'Atlanta va continuar competint ocasionalment. Al seu últim mundial, el d'Atenes 1997, va finalitzar cinquena en salt de longitud amb 6,79 m. El seu darrer any competitiu va ser el 1998, quan va fer 6.502 punts en un heptatló a Uniondale (Nova York), la segona millor marca mundial d'aquell any. Al llarg de la seva carrera també va participar ocasionalment en proves individuals de 100 m tanques, una de les seves millors proves a l'heptatló al costat del salt de longitud, encara que mai no va arribar a ser finalista en una gran competició. Per exemple, als Jocs de Barcelona '92 va ser 17a en aquesta prova.

### Carrera professional en el bàsquet
El 1996 Joyner-Kersee va fitxar per jugar a bàsquet professional per a Richmond Rage de la nova American Basketball League. Tot i que era molt popular entre els aficionats, va tenir menys èxit a la pista. Només va participar en 17 partits i en cap partit va anotar més de 15 punts.
Actualment viu a San Luis (Missouri).

## Millors marques en l'heptatló
- 100 m tanques - 12,61 s (1988)
- Salt d'alçada - 1,93 m (1988)
- Llançament de pes - 16,84 m (1988)
- 200 m llisos - 22,30 s (1988)
- Salt de llargada - 7,49 m (1994)
- Llançament de javelina - 50,12 m (1986)
- 800 m llisos - 2:08,51 (1988)

### Marques al seu rècord mundial d'heptatló
- 100 m tanques - 12,69 s
- Salt d´alçada - 1,86 m
- Llançament de pes - 15,80 m
- 200 m llisos - 22,56 s
- Salt de llargada - 7,27 m
- Llançament de javelina - 45,66 m
- 800 m llisos - 2:08,51
- Puntuació final - 7.291 punts (Seül, 23 i 24 de setembre de 1988)

## Premis i reconeixements

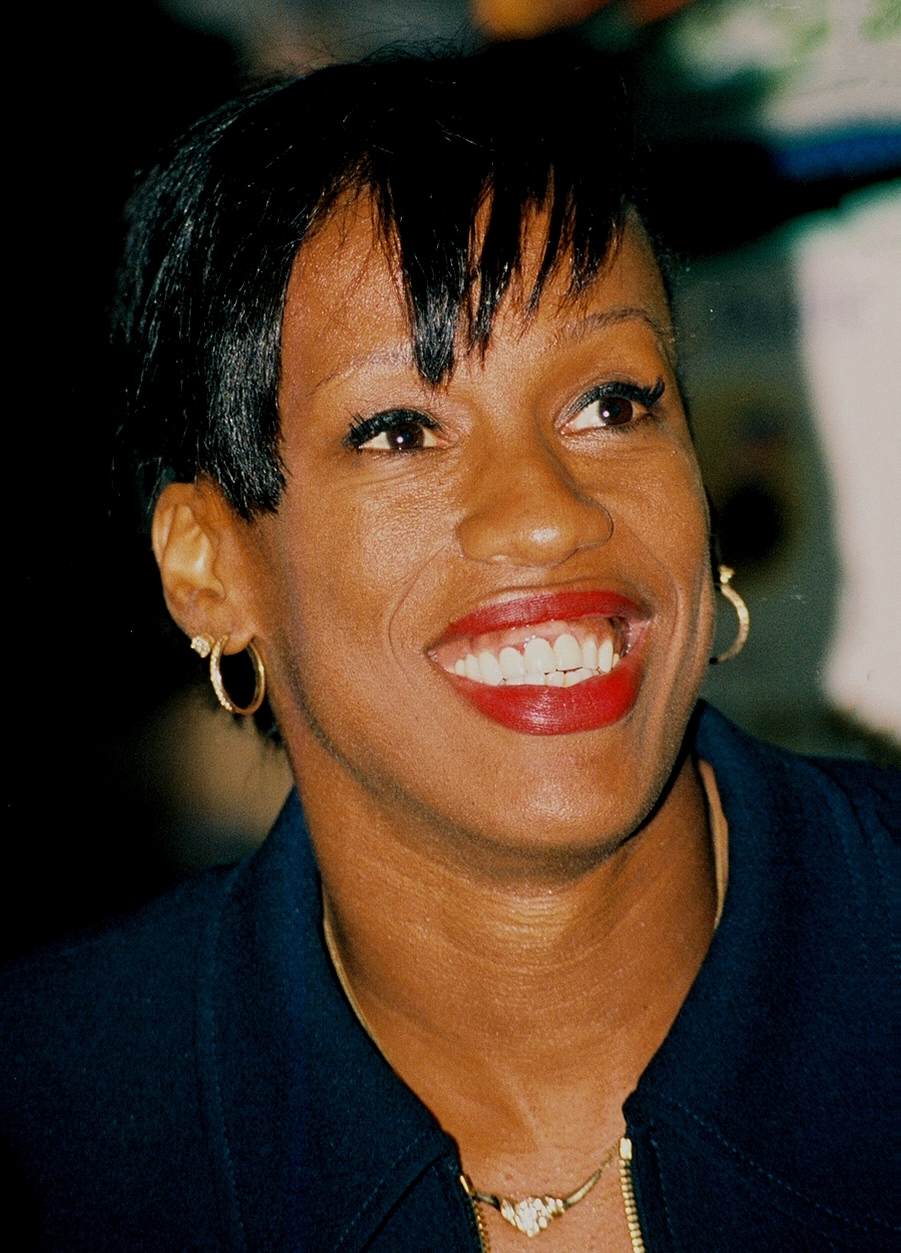
Jackie Joyner-Kersee l'any 1996 en una signatura de llibres.

- 1983 Premi Broderick (ara Honda Sports Award)[25][15]
- 1985 Broderick Award (ara Honda Sports Award)[25][15]
- 1986 Premi James E. Sullivan
- 1986 Premi Jesse Owens[26]
- 1987 Premi Jesse Owens[26]
- 1988 Premis Missouri Athletic Club Jack Buck:[27] Premi Personalitat Esportiva de l'Any i Premi Carl O. Bauer
- 1992 Premi George Thomas "Mickey" Leland de la Fundació Congressional Black Caucus
- 1997 Premi al joc net Jack Kelly[28]
- 2000 Inducció al Passeig de la Fama de St. Louis[29]
- 2005 Inducció com a Laureada de The Lincoln Academy of Illinois i guardonada amb l'Ordre de Lincoln (el més alt honor de l'estat) pel governador d'Illinois en l'àrea d'Esports[30]
- 2010 Honorada amb el Premi d'Aniversari de Plata de la NCAA
- 2011 Premi Dick Enberg, College Sports Information Director of America (CoSIDA)
- 2021 Doctora Honorari en Humanitat per la Webster University[31]

Des de 1981, el Premi Jesse Owens és atorgat per la USATF (i abans del seu canvi de nom, TAC) l'"atleta de l'any" dels Estats Units. L'any 1996, el premi es va dividir per atorgar-lo al millor esportista de cada gènere. El 2013, el premi Femení va passar a anomenar-se Premi Jackie Joyner-Kersee.